# 孫用
孫用（1520年—？），字行可，號台山，福建福州府連江縣人，民籍，明朝政治人物。

## 生平
福建鄉試第四十六名舉人。嘉靖三十二年（1553年）中式癸丑科會試第七十一名，三甲第二百七十三名進士。刑部观政，授行人，三十六年十月选授陕西道試監察御史，三十八年四月實授。巡视居庸关，四十一年巡按雲南。四十二年升荆州府知府。

## 家族
曾祖孫維；祖父孫景華，壽官；父孫雍。前母鄭氏；母陳氏。弟日乾、日嚴、日强。